# Secteur marin de l'île d'Yeu jusqu'au continent
Secteur marin de l'île d'Yeu jusqu'au continent este o arie protejată (arie de protecție specială avifaunistică — SPA) din Franța întinsă pe o suprafață de 245.410 ha, integral marine.

## Localizare
Centrul sitului Secteur marin de l'île d'Yeu jusqu'au continent este situat la coordonatele 46°35′56″N 2°15′06″W / 46.59889°N 2.25167°V.

## Înființare
Situl Secteur marin de l'île d'Yeu jusqu'au continent a fost declarat arie de protecție specială avifaunistică în baza directivei 79/409 din 1979 referitoare la conservarea păsărilor sălbatice pentru a proteja 38 de specii de animale.

## Biodiversitate
Situată în ecoregiunea atlantică, aria protejată nu include niciun habitat protejat.
La baza desemnării sitului se află mai multe specii protejate de  păsări (38): alca (Alca torda), Calonectris diomedea, Catharacta skua, chirighiță neagră (Chlidonias niger), Fulmarus glacialis, cufundar polar (Gavia arctica), cufundar mare (Gavia immer), cufundar mic (Gavia stellata), Hydrobates pelagicus, Larus argentatus, pescăruș sur (Larus canus), pescăruș negricios (Larus fuscus), Larus marinus, pescăruș-cu-cap-negru (Larus melanocephalus), Larus michahellis, pescăruș mic (Larus minutus), pescăruș râzător (Larus ridibundus), Larus sabini, Mergus serrator, sula bassana (Morus bassanus), Oceanodroma leucorhoa, Phalacrocorax aristotelis, cormoran mare (Phalacrocorax carbo), notatiță cu cioc lat (Phalaropus fulicarius), corcodel mare (Podiceps cristatus), corcodel-cu-gât-negru (Podiceps nigricollis), Puffinus griseus, Puffinus puffinus, Puffinus puffinus mauretanicus, Rissa tridactyla, lup de mare mic (Stercorarius parasiticus), Stercorarius pomarinus, chiră mică (Sterna albifrons), chiră de baltă (Sterna hirundo), Sterna paradisaea, chiră de mare (Sterna sandvicensis), călifar alb (Tadorna tadorna), Uria aalge.
Pe lângă speciile protejate, pe teritoriul sitului au mai fost identificate 1 specie de păsări.